# Дуарте (гора)
Дуарте, Піко-Дуарте (ісп. Pico Duarte) — гора в горах Кордильєра-Сентраль у Домініканській Республіці, найвища вершина острова Гаїті і всіх Антильських островів (Вест-Індія). Висота — 3098 м над рівнем моря.

## Географія
Найвища гора острова Гаїті, розташована в північно-східній частині провінції Сан-Хуан (регіон Сур), на межі з провінцією Сантьяго (регіон Сібао), у горах Кордильєра-Сентраль, за 941 км на північ — північний схід від найближчої вищої гори Гуахіра (5000 м), яка розташована в гірському масиві Сьєрра-Невада-де-Санта-Марта (Колумбія) та за 130 км на північний захід від столиці республіки — Санто-Домінго. Абсолютна і відносна висота вершини становить 3098 м. Гора займає перше місце на Антильських островах, 14-те в Північній Америці, 16-те місце у світі — серед острівних вершин та 79-те місце — за відносною висотою.

## Клімат
Клімат, в основному під впливом пасатів, які дмуть з північного сходу, приносять дощові хмари, і зрештою стикаючись з хребтами викликають рясні дощі. Більша частина опадів випадає в Північному хребті, і на самих східних схилах хребта Кордильєра-Сентраль, решта опадів випадають на північних схилах центрального хребта Кордильєра. На південних схилах Кордильєра-Сентраль дощів менше (явище, відоме як — «Дощова тінь»).
Температури залежать від висоти. У найвищій частині гір температура може досягати нижче 0 °С в ранні ранкові години, може бути іній (мороз) та бурульки (полій) в районах найбільших висот. Температура дуже низька, тому туристам і альпіністам рекомендується одягати теплу одежу, рукавиці та закрите взуття. Максимальна темпера +30 °С, мінімальна — -8°С.
| Клімат «Піку Дуарте» | Клімат «Піку Дуарте» | Клімат «Піку Дуарте» | Клімат «Піку Дуарте» | Клімат «Піку Дуарте» | Клімат «Піку Дуарте» | Клімат «Піку Дуарте» | Клімат «Піку Дуарте» | Клімат «Піку Дуарте» | Клімат «Піку Дуарте» | Клімат «Піку Дуарте» | Клімат «Піку Дуарте» | Клімат «Піку Дуарте» | Клімат «Піку Дуарте» |
| Показник             | Січ.                 | Лют.                 | Бер.                 | Квіт.                | Трав.                | Черв.                | Лип.                 | Серп.                | Вер.                 | Жовт.                | Лист.                | Груд.                | Рік                  |
| Норма опадів, мм     | 7                    | 11                   | 17                   | 37                   | 51                   | 40                   | 25                   | 81                   | 44                   | 37                   | 18                   | 8                    | 376                  |
| -------------------- | -------------------- | -------------------- | -------------------- | -------------------- | -------------------- | -------------------- | -------------------- | -------------------- | -------------------- | -------------------- | -------------------- | -------------------- | -------------------- |
| Джерело:             |                      |                      |                      |                      |                      |                      |                      |                      |                      |                      |                      |                      |                      |

## Історія
Прийнято вважати, що першою людиною, яка піднялася на пік Дуарте, був Робер Шомбург, який був англійським консулом в Домініканській Республіці у 1851 році. Він назвав гору «Монте Тіна» (Tina Монте) і оцінив висоту цієї гори в 3140 метрів. У 1912 році Св. Отець Мігель Фуертес назвав розрахунки Шомбурга помилковими, і після підйому на сусідню скелю Русилья (ісп. La Rusilla, 3039 м), заявив що всупереч заявам Шомбурга, вона є найвищою точкою острова. Рік по тому шведський ботанік Ерік Екман заявив, що дані англійського консула щодо висоти гір-сестер були більш точними.
У роки правління диктатора Рафаеля Трухільйо гора була перейменована в «Пік Трухільйо», а після завершення його правління — в «Пік Дуарте», в честь політичного діяча Домініканської Республіки Хуана Дуарте.
До середини 90-х років як висота вершини вказувалася цифра 3175 м, але за допомогою супутникових пристроїв навігації була внесена поправка, і офіційно зазначена висота гори стала вважатися 3098 м.

## Галерея

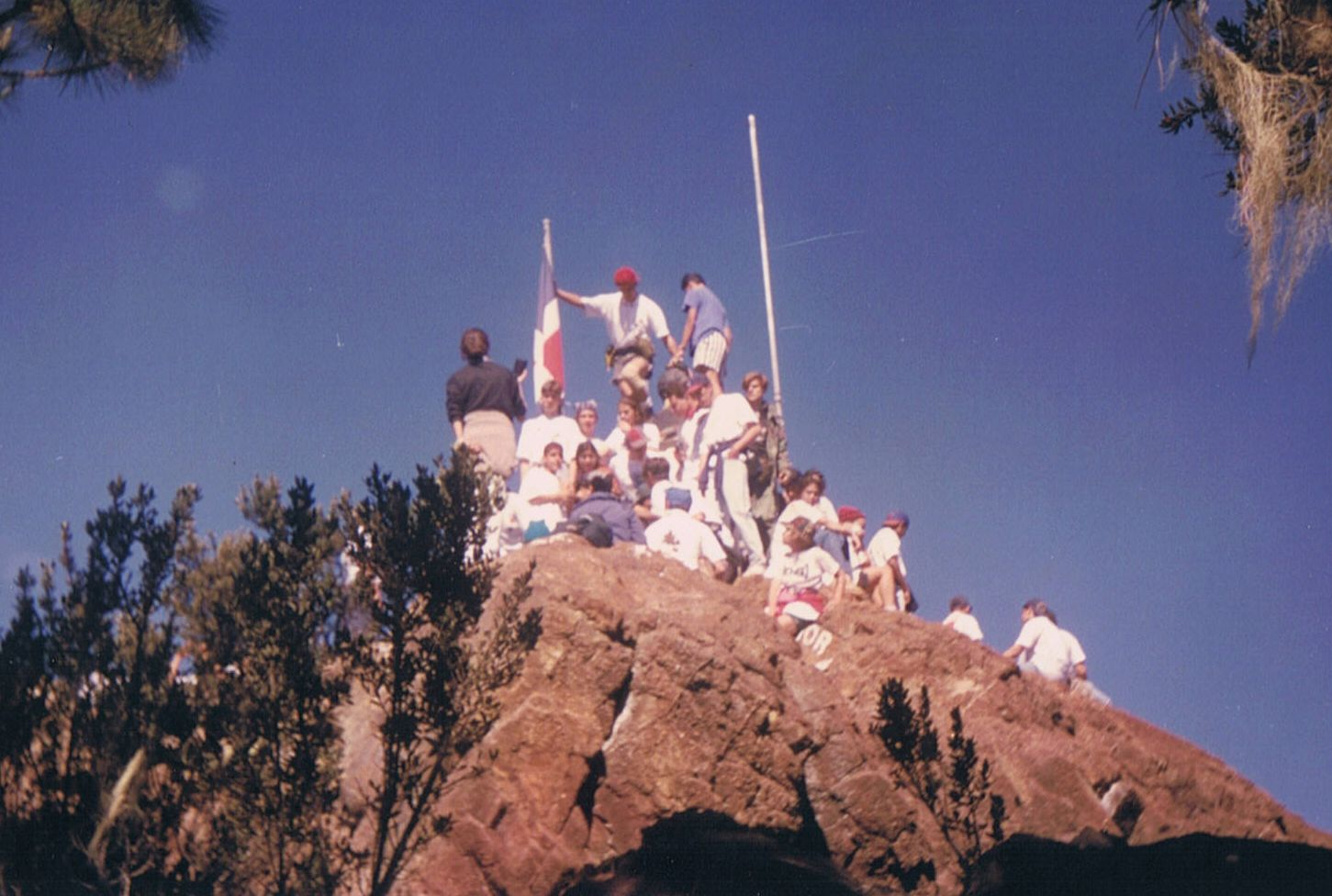
Альпіністи на вершині Піку Дуарте
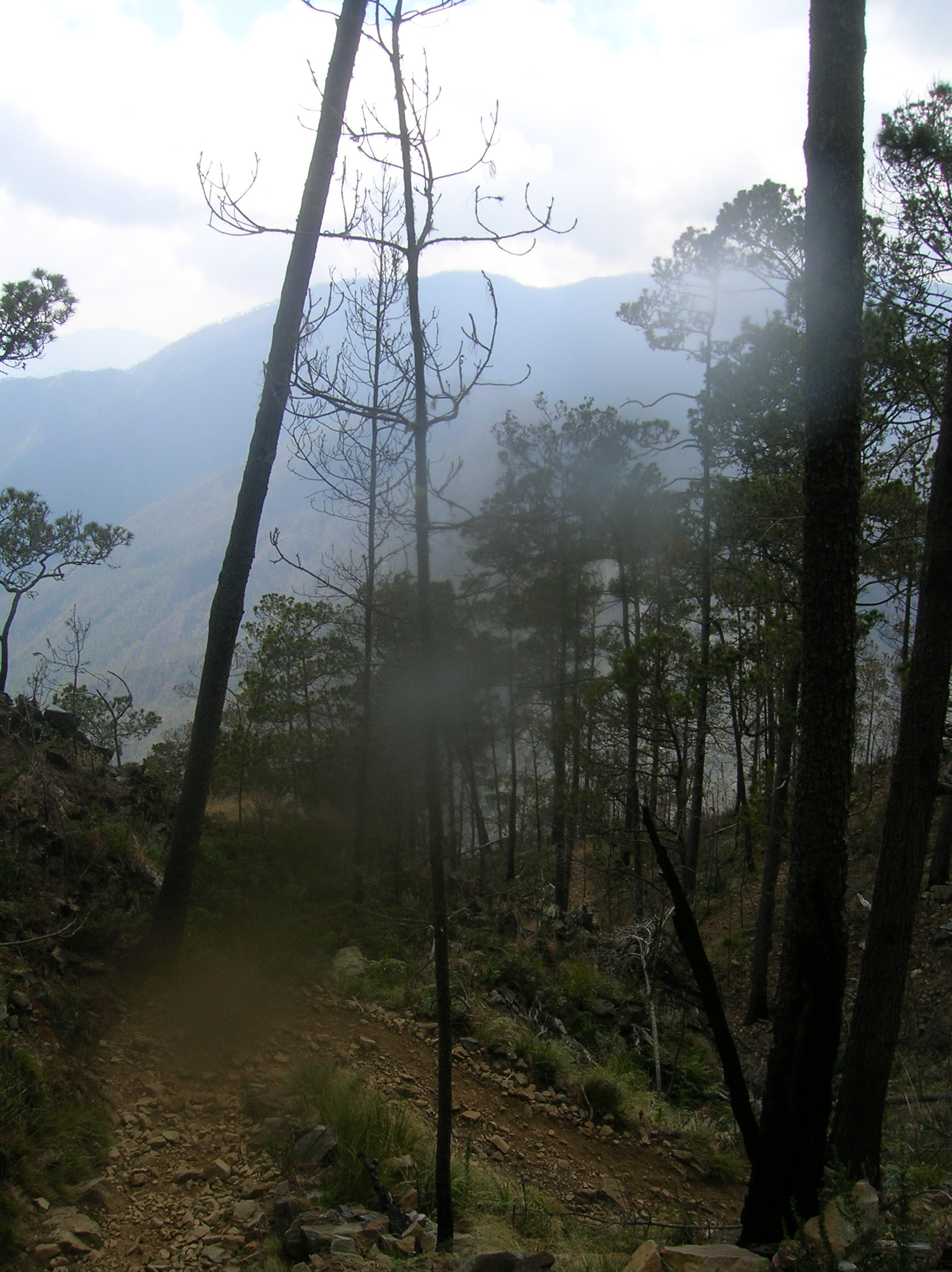
На шляху до вершини
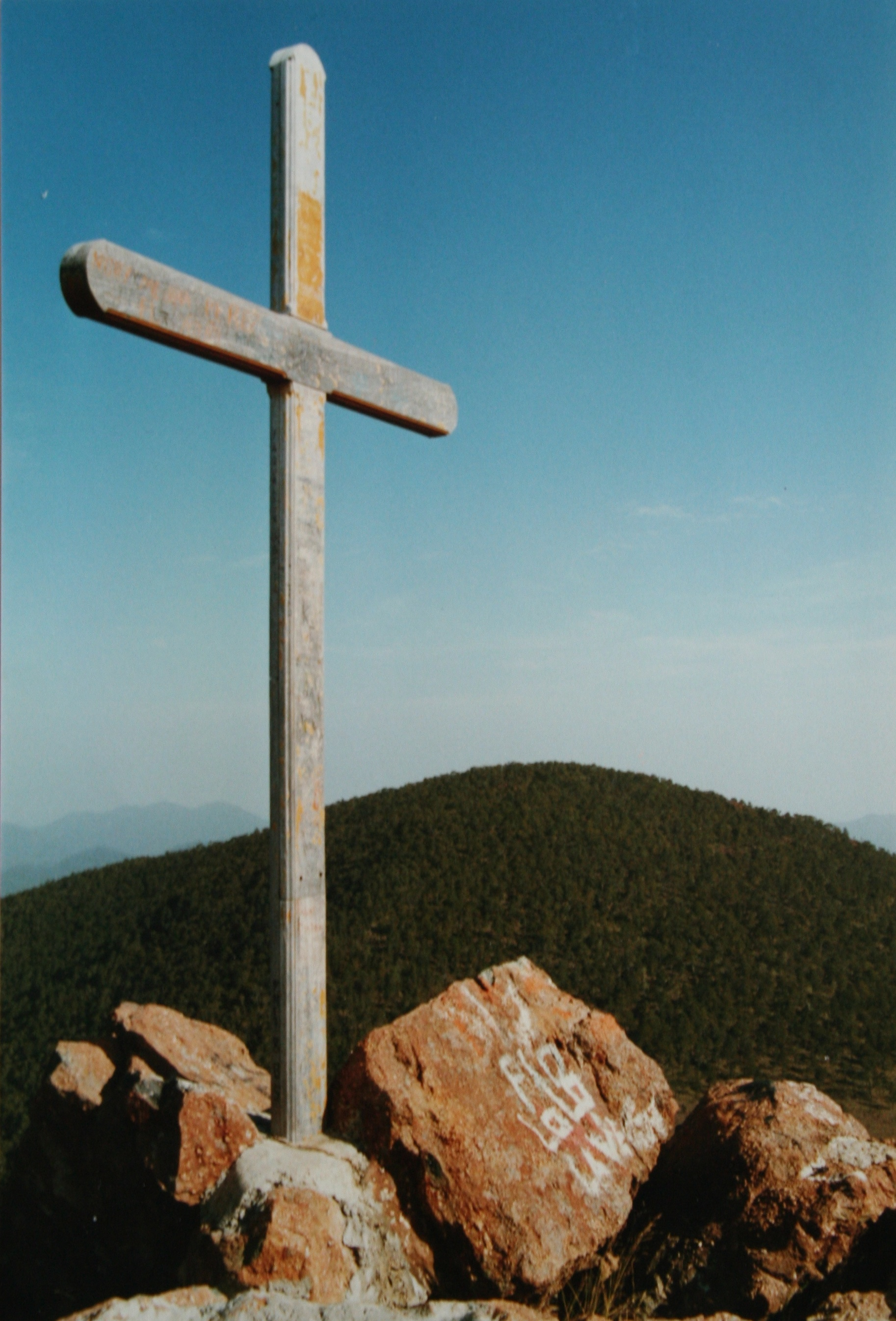
Хрест на вершині
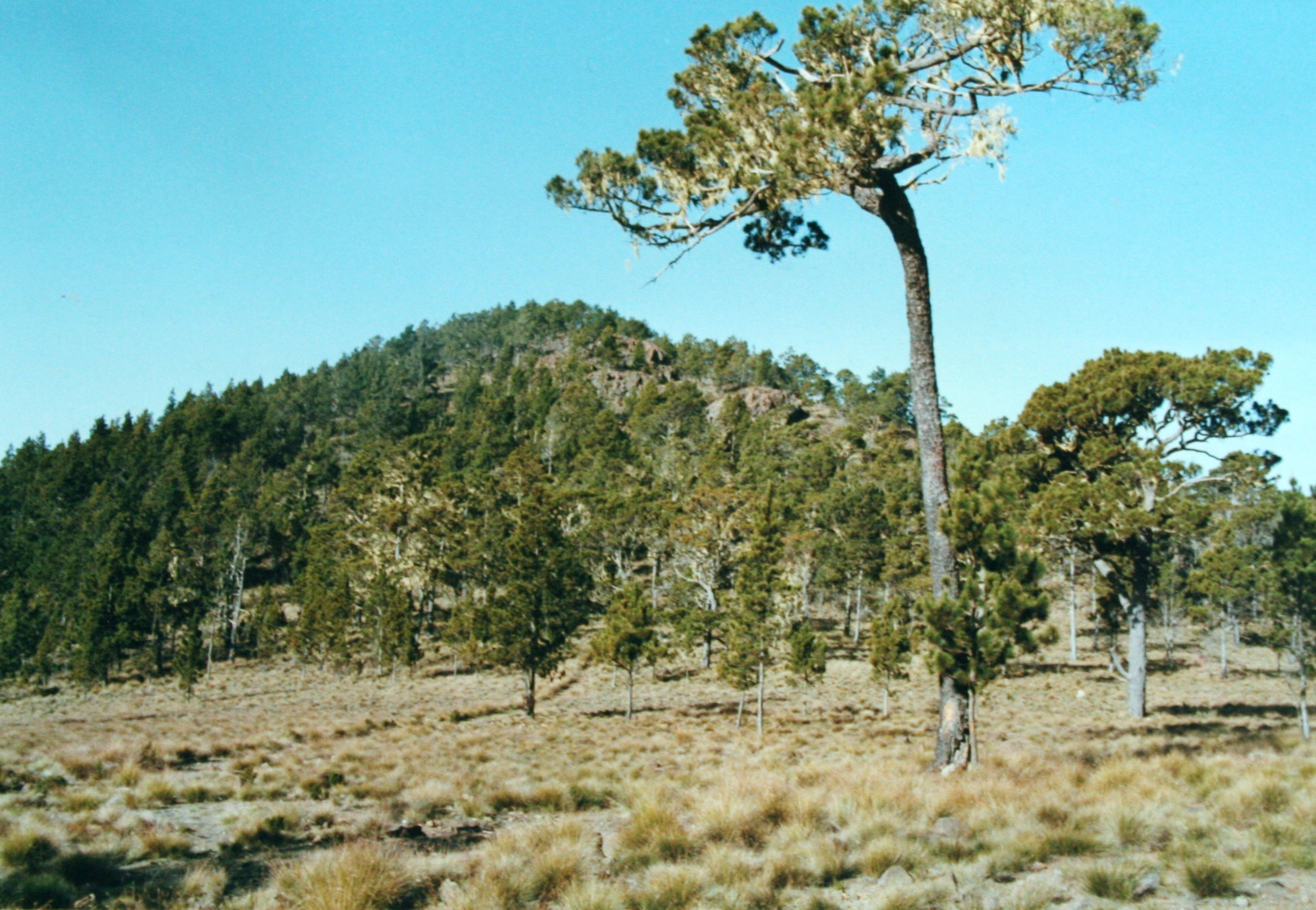
Пік Дуарте. Сосна еспаньйольська